# Kanton Gebhardshagen
Der Kanton Gebhardshagen bestand von 1807 bis 1813 im Distrikt Braunschweig im Departement der Oker im Königreich Westphalen und wurde durch das Königliche Decret vom 24. Dezember 1807 gebildet.

## Gemeinden
- Gebhardshagen
- Calbecht mit Engerode
- Lobmachtersen
- Œlber
- Weberlinde
- Osterlinde
- Ober-Frehden
- Nieder-Frehden
- Lichtenberg und Almenhagen (Domäne Altenhagen) und Bruchmachtersen
- Bruchmachtersen